# Она, Джулиус
Джу́лиус О́на (англ. Julius Onah; род. 10 февраля 1983, Отукпо, Бенуэ, Нигерия) — нигерийско-американский режиссёр. Наиболее известен по своей работе над фильмом «Капитан Америка: Новый мир» (2025).

## Ранние годы
Она родился в Отукпо, штат Бенуэ, Нигерия. Так как его отец, Адога Она, был нигерийским дипломатом, он провёл детство на Филиппинах, в Нигерии, Того и Великобритании, пока в конце концов не переехал в округ Арлингтон, штат Виргиния. Она окончил среднюю школу Вашингтона-Либерти в Арлингтоне и получил степень бакалавра по театральному искусству в Уэслианском университете в Миддлтауне, штат Коннектикут. Позже получил степень магистра изящных искусств в Школе искусств Тиш при Нью-Йоркском университете, где был удостоен стипендии декана. Также Она является обладателем престижной стипендии Фонда Джека Кента Кука.

## Карьера
Работы Оны демонстрировались на кинофестивалях по всему миру, включая «Сандэнс», Берлинский, «Трайбека», Лондонский, Дубай, Лос-Анджелесский, Мельбурнский и Camerimage. Летом 2010 года был включён в список «новых лиц независимого кино» по версии журнала Filmmaker. В 2013 году был выбран в качестве одного из 10 лучших режиссёров художественных фильмов по версии Studio System и в качестве 13 африканских знаменитостей, заслуживающих внимания, по версии журнала Forbes.
Во время аспирантуры в Нью-Йоркском университете Она в качестве дипломной работы представил свой первый полнометражный фильм — «Девушку в беде» (2015). Исполнительным продюсером выступил Спайк Ли, а главные роли исполнили Коламбус Шорт, Уилмер Вальдеррама, Алиция Бахледа и Джесси Спенсер.
Она должен был стать режиссёром триллера «Блеск» компании Legendary Pictures по одноимённому роману Маркуса Сэйки. Сценаристом выступал Дэвид Кепп, а Уилл Смит и Нуми Рапас сыграли бы главные роли. В конечном счёте производство фильма так не началось и проект был отменён.
В 2018 году вышел второй фильм Оны, «Парадокс Кловерфилда», продюсером которого выступил Дж. Дж. Абрамс. Следующий его фильм, «Люс», с Наоми Уоттс, Октавией Спенсер, Тимом Ротом и Келвином Харрисоном-младшим в главных ролях, был показан на кинофестивале «Сандэнс» в 2019 году. Она и Дж. С. Ли написали сценарий фильма «Как взломать экзамен», являющегося ремейком одноимённого тайского триллера 2017 года.
В 2025 году вышел четвёртый фильм Оны, «Капитан Америка: Новый мир», являющийся частью Кинематографической вселенной Marvel, с Энтони Маки в главной роли.

## Фильмография
| Год  | Название                   | Режиссёр | Сценарист | Продюсер |
| ---- | -------------------------- | -------- | --------- | -------- |
| 2015 | Девушка в беде             | Да       | Да        | Да       |
| 2018 | Парадокс Кловерфилда       | Да       | Нет       | Нет      |
| 2019 | Люс                        | Да       | Да        | Да       |
| 2024 | Как взломать экзамен       | Нет      | Да        | Нет      |
| 2025 | Капитан Америка: Новый мир | Да       | Да        | Нет      |